# Simulation (programme nucléaire)
Pour les articles homonymes, voir Simulation.
Simulation est le nom d'un programme nucléaire de défense française entre 1996 et 2010 qui consiste à réaliser des simulations d'essais nucléaires.
L'arrêt des essais nucléaires, suivi de l'adhésion de la France au Traité d'interdiction complète des essais nucléaires en 1996, entraîna une rupture dans l’histoire de la mise au point des armes nucléaires en France. Cette évolution majeure est la création du programme Simulation, qui doit permettre d'assurer la continuité de la capacité scientifique et technique nécessaire pour garantir à long terme la sûreté et la fiabilité des armes de la force de dissuasion. Simulation est conduit par la Direction des applications militaires (DAM) du Commissariat à l'énergie atomique.
Pour ce faire, le CEA a développé trois outils de très haute technologie, l'outil de radiographie à rayons X Airix, les supercalculateurs TERA-10, TERA-100, TERA-1000, et le laser Mégajoule.
Dans la même logique, les États-Unis, sous le contrôle du DoE, se dotent de moyens comparables à ceux du programme Simulation, bien qu’ils n’aient pas ratifié le Tice : la machine à radiographier DARHT, équivalent d’Airix, est exploitée au laboratoire de Los Alamos (Nouveau-Mexique) ; le NIF (National Ignition Facility) en construction au laboratoire Lawrence Livermore (Californie) délivrera la même énergie que le laser Mégajoule français. Le programme ASCI implique les deux laboratoires précédents et ceux de Sandia (Nouveau-Mexique), il est destiné au développement des logiciels de simulation de l’arme nucléaire et à l’acquisition des moyens de calculs associés. Annoncé le 6 septembre 2006, le superordinateur Roadrunner, équivalent du TERA-10 et destiné aux calculs de simulations d'armes nucléaires, est mis en service en juin 2008.

## Contexte
Depuis janvier 1994, dans le cadre de la Conférence du désarmement des Nations unies, des négociations ont été conduites en vue de la conclusion du Traité d'interdiction complète des essais nucléaires. En 1994, le président François Mitterrand décide le développement du programme Simulation par la Direction des applications militaires du CEA. Ce programme doit permettre à la France de garantir la sûreté et la fiabilité des armes de la dissuasion, fondé sur le calcul. Il est financé par le ministère de la Défense et doit durer 15 ans.
La France, qui a signé, en 1996, le Traité d'interdiction complète des essais nucléaires, a commencé immédiatement à démanteler le Centre d'expérimentations du Pacifique.
Le programme Simulation passe par la mise en place de trois outils majeurs : Airix, TERA-10 et le laser Mégajoule.

## Airix
Cet outil de radiographie éclair, mis en service en décembre 2000 à Moronvilliers, permet au CEA d'examiner dans le temps très bref d'une implosion les mouvements de matières précédant le fonctionnement nucléaire d'une arme. Il est le plus puissant générateur de rayons X jamais construit en France. Il a été fabriqué par le groupe Thomson.

## TERA-10, TERA-100 etTERA-1000
Le supercalculateur TERA-10 de la société Bull et du CEA-DAM (Direction des applications militaires du CEA), qui remplace AlphaServer SC45, a été installé en décembre 2005 dans le centre du CEA de Bruyères-le-Châtel. D'une puissance de près de 53 teraflops (52 840 Gflops), il est composé de 9 968 processeurs de nouvelle génération Intel Itanium2 Montecito. Il dispose de près de 30 téraoctets de mémoire (29 904 Go) et tourne sous Linux. La configuration finale comprend 56 serveurs d'entrées/sorties NovaScale gérant un pétaoctet d'espace disque avec une bande passante de 100 Go/s.
En 2010 le supercalculateur TERA-100 presque vingt fois plus puissant que TERA-10 est conçu et développé, toujours par Bull et le CEA-DAM sur le centre du CEA de Bruyères-le-Châtel. En 2012 il demeure le seul ordinateur pétaflopique, et donc le plus puissant, d'Europe, classé 9e dans le top mondial. TERA-100 est une grappe de 4 370 serveurs rassemblant 138 368 cœurs Intel Xeon 7500 et entrainant un système d'exploitation Linux.
Ce supercalculateur dispose de plus de 140 000 barrettes de mémoire centrale pour atteindre une capacité de 300 téraoctets de RAM et de disques durs pour une capacité totale de 20 pétaoctets dont le débit atteint le chiffre record de 500 gigaoctets par seconde. Sa puissance de calcul a établi le record à 1,05 pétaflops (Rmax), soit un peu plus de 1015 opérations par seconde sur des nombres flottants.
En juin 2018, TERA-1000 occupe la 14e place du classement mondial TOP500. La performance atteinte annoncée s'établit à 25 pétaflops (Rmax).

## Laser Mégajoule
Le laser Mégajoule a été inauguré le 23 octobre 2014. Il permet l'inflammation et la combustion de matières thermonucléaires à une micro-échelle. Il est mis en œuvre par la Direction des applications militaires sur le site du Barp, près de Bordeaux. Cette installation laser est l'une des plus énergétiques du monde, comparable au NIF.